# District de Liunan
Le district de Liunan (柳南区 ; pinyin : Liǔnán Qū) est une subdivision administrative de la région autonome du Guangxi en Chine. Il est placé sous la juridiction de la ville-préfecture de Liuzhou.

## Démographie
La population du district était de 492 043 habitants en 2010.